# Amstel Gold Race 1975
L'Amstel Gold Race 1975, decima edizione della corsa, si svolse il 29 marzo 1975 su un percorso di 230 km da Heerlen a Meerssen. Fu vinto dal belga Eddy Merckx, che terminò in 6h 23' 33".

## Ordine d'arrivo (Top 10)
| Pos. | Corridore         | Squadra        | Tempo    |
| ---- | ----------------- | -------------- | -------- |
| 1    | Eddy Merckx       | Molteni        | 6h23'33" |
| 2    | Freddy Maertens   | Carpenter      | a 15"    |
| 3    | Joseph Bruyère    | Molteni        | a 2'51"  |
| 4    | André Dierickx    | Rokado         | s.t.     |
| 5    | Michel Pollentier | Carpenter      | s.t.     |
| 6    | Cees Bal          | Gan-Mercier    | s.t.     |
| 7    | Gerrie Knetemann  | Gan-Mercier    | s.t.     |
| 8    | Dietrich Thurau   | TI-Raleigh     | s.t.     |
| 9    | Hennie Kuiper     | Frisol-G.B.C.  | s.t.     |
| 10   | Knut Knudsen      | Jollj Ceramica | s.t.     |